# De fyra främlingarna
De fyra främlingarna är en novellsamling av Eyvind Johnson, utgiven 1924. Den var författarens debutbok och innehåller fyra berättelser som alla skildrar olika former av utanförskap:
- Moder Hunger – Om en man som protesterar mot samhällets ekonomiska system. Som barn har han fått svälta och som vuxen upplever han sig som slav. För att bryta detta slaveri plundrar han ett kassaskåp och hamnar i fängelse medan hans syster tvingas försörja sig genom prostitution.
- Snickarprofessor Tantalus – Om en arbetaryngling som försöker skaffa sig medelklassbildning på egen hand, vilket leder till avståndstagande från hans arbetskamrater och hån från de besuttna. Han dör till slut som en utstött i samhället.
- Lea och våren – Om en till utseendet ful flicka vars drömmar om kärlek antingen gäckas eller utnyttjas.
- Vallberg – Om en åldrande tivoliägare som förödmjukas av en yngre rival. Omgivningen skrattar åt honom, men han går sin egen väg och vinner ett slags personligt oberoende till priset av yttre framgångar.

Vallberg är  den berättelse som mest pekar fram mot Johnsons senare arbeten och den enda av novellerna som senare har blivit publicerad i annat sammanhang. Det är också den enda berättelsen i boken som har ett lyckligt slut.

## Källa
Gavin Orton, Eyvind Johnson - En monografi, Aldus 1974, ISBN 91-0-039665-6